# Trojan (ville)
Pour les articles homonymes, voir Trojan.
Trojan (en bulgare : Троян) est une ville du centre de la Bulgarie. La ville compte 30 000 habitants et son territoire s'étend sur 900 km2. Elle est située à 160 km de Sofia. L'aéroport le plus proche est celui de Gorna Oryahovitsa, à 105 km. La rivière Osam traverse la cité.

## Jumelages
- Vigneux-sur-Seine (France)
- Doïran (Macédoine)
- Ellwangen (Allemagne)
- Marina Horka (Biélorussie)
- Pernes-les-Fontaines (France)
- Forlì (Italie)